# Offiziershochschule der Grenztruppen der DDR „Rosa Luxemburg“
Die Offiziershochschule der Grenztruppen (OHS der GT) in Suhl trug den Ehrennamen Rosa Luxemburg und war eine militärische Hochschule der DDR. Sie diente der Ausbildung von Kommandeuren für Teileinheiten und Einheiten der Grenztruppen der DDR von der Ebene Zug bis Bataillon sowie von Politoffizieren in Dienststellungen der Ebenen Kompanie bis Bataillon.

## Geschichte
An der 1951 geschaffenen Lehreinrichtung (vormalige Bezeichnung: DGP-Zentralschule) in Sondershausen der damaligen Grenzpolizei wurden zunächst in kurzfristigen Kursen, später in Ein- und Zweijahreslehrgängen Offiziere für den Grenzdienst heran- und weitergebildet. 1955 entstand die „Politschule der Grenzpolizei“, an der Politoffiziere mit spezifischen Kenntnissen und Erfahrungen für ihre Tätigkeit vorbereitet und ausgerichtet wurden.
Mit dem Bau der Berliner Mauer im Jahre 1961 stellte die Staats- und Parteiführung der DDR höhere Anforderungen an die Sicherung vor allem der innerdeutschen Grenze und damit die Grenzsicherungskräfte insgesamt, die zu den Grenztruppen der DDR aufwachsen sollten. Dieser Zielsetzung konnte nach eigenem Verständnis nur mit entsprechend ideologisch motiviertem und fachlich qualifiziertem Führungspersonal verwirklicht werden.
Bedeutende Unterstützung leisteten die Landstreitkräfte der NVA. Gleichzeitig wurde der Aufbau einer eigenen Kaderausbildungsstätte zielstrebig vorbereitet. Am 2. Dezember 1963 erfolgte die Eröffnung der Offiziersschule der Grenztruppen mit Standort Plauen. Ihr wurde am 1. März 1964 die Truppenfahne übergeben und der Ehrenname „Rosa Luxemburg“ durch den Chef der Grenztruppen, Generalleutnant Erich Peter, verliehen.
Die Lehreinrichtung, die zunächst Fachschulcharakter trug, ging zu einer mehrjährigen Ausbildung von Offizierskadern der Grenztruppen der DDR über. Ausbildungsebene war die Dienststellung Zugführer mit einer Einweisung in die Dienststellung Kompaniechef einer Grenzkompanie.
Mit Wirkung vom 25. Februar 1971 wurde der bisherigen Fachschule der Status einer Offiziershochschule verliehen. Das Ausbildungsniveau war in der Folgezeit neben rein militärischer und militärtechnischer, mathematisch-naturwissenschaftlicher, pädagogisch-psychologischer und fremdsprachlicher Ausbildung vor allem durch parteipolitische Bildung und Erziehung gekennzeichnet.
Die Hochschulausbildung erforderte zudem eine höhere Qualifikation der Führungs- und Lehrkräfte, die in den neuen Sektionen Gesellschaftswissenschaften, Grenzoffiziere und allgemeine Grundlagenausbildung zusammengefasst waren, sowie die ihnen zugeordneten Lehrstühle, Lehr- und Fachgruppen.
Die dreijährige Ausbildung zum Offizier beinhaltete ein Truppenpraktikum im zweiten und dritten Studienjahr. Mit einer mehrteiligen Hauptprüfung, dem Offiziersgelöbnis, der Ernennung zum Leutnant und der damit verbundenen Zuerkennung der Berufsbezeichnung Hochschulingenieurökonom fand das Studium seinen Abschluss. Damit besaß der Absolvent die Voraussetzungen, nach Bewährung im Truppendienst, mit entsprechender Beurteilung und bei gegebenem Kaderbedarf ein weiterführendes Studium an der Militärakademie „Friedrich Engels“ bzw. der Militärpolitischen Hochschule Wilhelm Pieck aufzunehmen.
Am 1. September 1983 ging die Offiziershochschule zur vierjährigen Ausbildung mit Diplomabschluss über. Die Absolventen beendeten das Studium nunmehr mit dem akademischen Grad eines Diplomingenieurpädagogen oder eines Diplomgesellschaftswissenschaftlers. Zum 5. September 1984 wurde der Standort von Plauen nach Suhl verlegt.

## Gliederung und Organisationsstruktur
Militärischer Bereich
- Kommandeur und Stab der OHS der Grenztruppen befanden sich zeitweilig an den Standorten Plauen und ab 1984 Suhl.
- Nach der Grundausbildung und der Vereidigung begann das Studium an den einzelnen Sektionen.
- Musikkorps der Offiziershochschule der Grenztruppen
- Haus der Grenztruppe, Suhl, Friedberg

## Kommandeure
| Dienstgrad, Name                 | Dienstzeit      | Bemerkung          |
| -------------------------------- | --------------- | ------------------ |
| N.N.                             | 1951 bis …      | erster Kommandeur  |
| Generalmajor Hermann Gartmann    | 1963–1964       |                    |
| Oberstleutnant Erwin Ring        | 1964            |                    |
| Oberstleutnant Fritz Rothe       | 1964–1965       |                    |
| Oberstleutnant Manfred Schreiber | 1965            |                    |
| Oberst Heinrich Stock            | 1965–1969       |                    |
| Generalmajor Werner Ebertz       | 1969–1982       |                    |
| Generalmajor Harald Bär          | 1982–1987       |                    |
| Generalmajor Heinz Janshen       | 1987–30.09.1990 | letzter Kommandeur |

## Auflösung
Mit der Außerdienststellung des Grenzschutzes der DDR am 2. Oktober 1990 wurde die Offiziershochschule aufgelöst. Rechtsnachfolger wurde der Bundesgrenzschutz, der dort als Teil der Grenzschutzabteilung 3 die Ausbildungen fortführte.